# 연적
연적(硯滴)은 서예에서 쓰이는 도구의 하나로 벼루에 먹을 갈 때 쓰는 물을 담는 그릇을 말한다. 수적(水滴) ·수주(水注)라고 불리기도 한다. 금속이나 자기 재질로 되어 있으며 국보로 지정될 정도로 예술적으로 만들어진 연적도 있다. 원숭이, 두꺼비, 거북 모양인 것도 있다. 두 개의 구멍이 공기를 조절해 주기 때문에 물을 따르고 싶은만큼 따를 수 있다.
고려 시대에는 주로 청자로 만들었고, 조선 시대에는 백자로 만들었다. 청자로 만든 연적은 색이 은은하고, 솜씨가 정교하며, 모양이 세련되어 훌륭한 작품으로 평가받는다. 백자 연적에는 그림을 그리고 시를 써 넣기도 하는 등 다양한 기법을 적절하게 사용하였다.

## 같이 보기
- 문방구
- 문방사우